# Odontochelys
Odontochelys semitestacea је најстарија позната корњача. Представља једину познату врсту у роду Odontochelys и породици Odontochelyidae. Врста је први пут описана захваљујући проналаску трију фосилних примјерака, старих око 220 милиона година, у проналазишту из доба тријаса, у кинеској провинцији Гуејџоу.
Будући примитивном врстом корњаче, врста Odontochelys се знатно разликује од данашњих корњача по неколицини својих особина. Данашње корњаче посједују рогасти кљун, без икаквих зуба у устима. Насупрот томе, фосили Odontochelysа су имали зубе и у горњим и у доњим вилицама. Једна од најупечатљивијих особина корњача, како данашњих тако и праисторијских, је њихов леђни оклоп који прекрива цијело тијело. Odontochelys је посједовао само доњи дио оклопа, са трбушне стране, такозвани пластрон. Још увијек није имао чврст оклоп на леђима какав има већина других корњача. Умјесто њега, имао је проширане ребра, каква имају данашње корњаче у стању ембриона, док им оклоп још није окоштао.
Поред присуства зуба и одсуства горњег оклопа, по неколицини особина скелета препознајемо да је ово базални облик у односу на друге корњаче, и изумрле и остале. Тачка артикулације између леђних ребара и пршљенова битно је друкчија код Odontochelysа него код каснијих корњача. Ако поредимо пропорције лобање, лобања Odontochelysа је знатно дугуљастија у подручју изнад и иза очију до врата него код других корњача. Реп ове праисторијске корњаче био је знатно дужи у односу на тијело него што је случај са другим корњачама. Додатно, трансверзални процеси у репу још се нису спојили као код каснијих корњача. Такође, за лопатице проучених примјерака је оцијењено да им недостају акромионски процеси. Узето све скупа, разни истраживачи су по овим анатомским разликама закључили да Odontochelys има неке од најпримитивнијих особина икад виђених код неке врсте корњаче и да на неки начин представља прелазни фосил.
Лако је могуће да је Odontochelys био водена животиња, пошто су фосилни остаци пронађени у морским остацима, скупа са конодонтима и амонитима, такође воденим облицима. Постоје теорије да је ова примитивна корњача најчешће проводила вријеме у морским водама, близу обале.
Име врсте, Odontochelys semitestacea, дословце значи "зубата корњача с пола оклопа": приближан опис најупадљивијих особина.